# NGC 3897
NGC 3897 је спирална галаксија у сазвежђу Велики медвед која се налази на NGC листи објеката дубоког неба.
Деклинација објекта је + 35° 0' 57" а ректасцензија 11h 48m 59,4s. Привидна величина (магнитуда) објекта NGC 3897 износи 12,8 а фотографска магнитуда 13,6. NGC 3897 је још познат и под ознакама UGC 6784, MCG 6-26-41, CGCG 186-54, PGC 36902.